# Бервил (Долина Оазе)
Бервил (фр. Berville) насеље је и општина у Француској у региону Париски регион, у департману Долина Оазе која припада префектури Понтоаз.
По подацима из 2011. године у општини је живело 335 становника, а густина насељености је износила 39,37 становника/km². Општина се простире на површини од 8,51 km². Налази се на средњој надморској висини од 75 метара (максималној 155 m, а минималној 67 m).

## Демографија
| 1962. | 1968. | 1975. | 1982. | 1990. | 1999. | 2011. |
| ----- | ----- | ----- | ----- | ----- | ----- | ----- |
| 153   | 175   | 233   | 266   | 317   | 366   | 335   |

График промене броја становника у току последњих година